# Templo de Santa Cruz Acatlán
La iglesia de Santa Cruz Acatlán es un templo católico ubicado al sur del centro de México.

## Ubicación
Está ubicada en la plaza homónima, a dos cuadras de la calzada de Tlalpan y dos más del templo de San Antonio Abad. Solía considerarse en las afueras de la ciudad, pues se consideraba la acequia de San Antonio Abad (actual calle de Chimalpopoca) su límite sur. Con el crecimiento urbano, se consideró parte del centro, aunque hoy pertenece oficialmente a la colonia Tránsito. 

## Historia
Empezó como una simple capilla de visita por los franciscanos dentro de la parcialidad de San Juan Tenochtitlán en lo que había sido un calpulli llamado Xochiacatlán(en náhuatl, lugar de la flor de caña), llamada solamente Acatlán en el mapa de Carrera Stampa, alrededor de 1533. Estaba en el campan de Teopan. Dependía eclesiásticamente de la parroquia de San José de Naturales. La capilla eventualmente se sintió pequeña para los frailes y feligreses, que la expandieron primero en 1618 y luego en 1693 con la compra de terrenos aledaños. El padre Vetancurt en 1698 la nombra como una de las varias visitas del convento de San Francisco, llamándola «Santa Cruz de Acatla de los Raſtreros[sic]», esto debido a la cercanía del Rastro, frente a la capilla de San Lucas. 
En 1772, bajo el arzobispado de Francisco de Lorenzana, fue enajenada a los frailes, secularizada y erigida en parroquia. Actualmente está en las manos de los trinitarios.

## Descripción

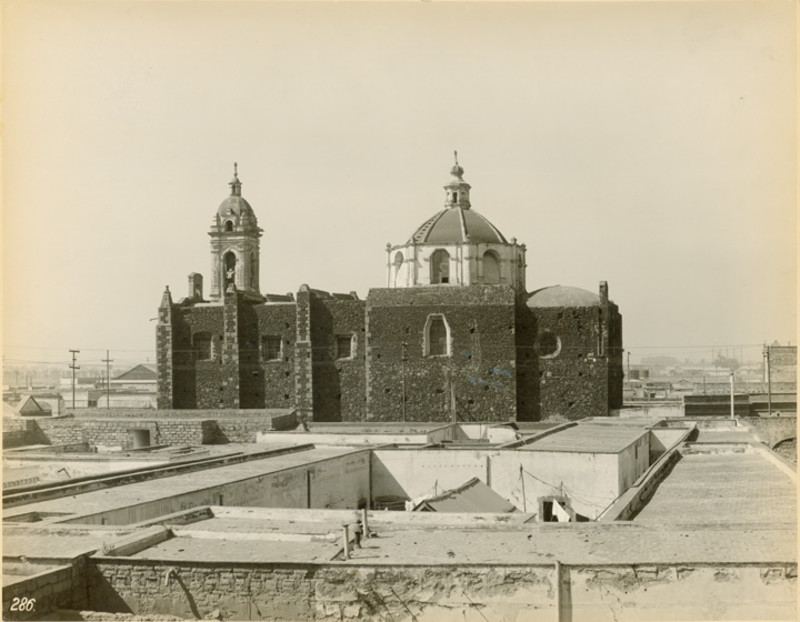
Fachada lateral en una foto de principios del. Nótese la roca desnuda de la pared.

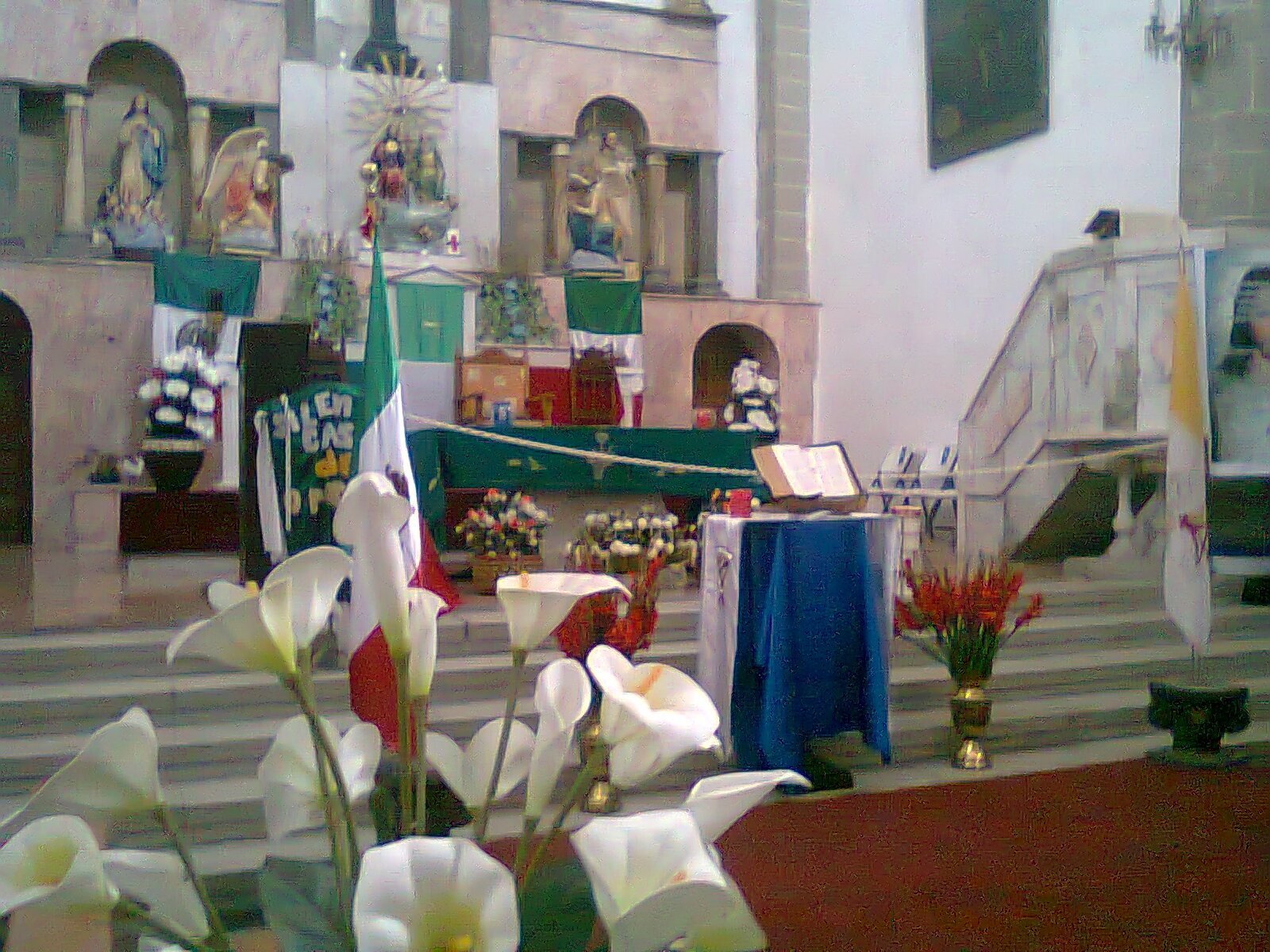
Altar mayor

Es de una sola nave. Está hecha principalmente de tezontle, que se mantiene descubierto sin pintura ni estuco. Sólo la fachada principal está pintada de blanco. La portada es de cantera, y es simple pero barroca y elegante. Encima de la puerta principal hay una cruz de cantera, rodeada de dos santos. A la altura de la base de la cruz, a ambos lados de la portada, se encuentra un par de ojos de buey octagonales, igualmente de cantera. Sobre uno hay un relieve de la Cruz de Jerusalén y sobre el otro el símbolo de la orden de San Francisco. La portada está coronada por lo que parece haber sido el marco de un antiguo reloj. 
La torre es de un solo cuerpo y está coronada por una cúpula. Está más ornamentada que la fachada. Sus ventanas sobre las que están montadas las campanas son destacables por su forma ojival. La cúpula está apoyada sobre un tambor, debajo del cual se ensancha la nave para ajustarse a su tamaño.
Consta que el interior estuvo bien ornamentado en el siglo pasado, y que tenía altares neoclásicos. Actualmente el dicho altar está reformado, y carece de valor artístico. Posee coro y techo abovedado. Hay altar principal y dos laterales bajo el tambor. 